# ورجوي
ورجوي هي قرية في مقاطعة مراغة، إيران. عدد سكان هذه القرية هو 3,168 في سنة 2006.